# Machovits István
Machovits István (Budapest, 1906. szeptember 29. – 1995. február 8.) Kossuth-díjas darutervező mérnök.

## Élete
A galgóci születésű Machovits Lajos és az osztrák származású Hribár Róza első gyermekeként. A pesti Alkotmány utcában laktak a Magyar Általános Kőszénbánya Részvénytársaság székházában, ahol édesapja gondnok volt. Gimnáziumi tanulmányai után a Schlick–Nicholson-gépgyárba jelentkezett géplakatos tanoncnak, ahonnan felvételt nyert a Budapesti Állami Felső Ipariskola (Állami Középipartanoda) gépészeti szakára 1923-ban. 1926-ban az iskola elvégzése után a fenti gépgyár daru- és szállítóberendezési osztályára került technikusnak. 1927-ben a gyár fuzionált a Ganz gyárral, így a Ganz Hajógyár daru- és szállítóberendezési osztályára került, ahol 1949 nyaráig dolgozott folyamatosan. A trianoni békeszerződés miatt nem sorozták be, a második világháború idején pedig hadiüzemi dolgozóként nem kellett a frontra vonulnia.
Két általa tervezett úszódaru is részt vett a háború utáni újjáépítésben: a 100 tonnás József Attila és Ady Endre hídroncsokat emelt ki a Dunából, és ezekkel a darukkal illesztették be, illetve szedték szét a Kossuth híd elemeit.
A Hídépítő Speciál Kft. tulajdonaként az Ady Endre ma is dolgozik a Tiszán, a József Attila úszótestét szintén használják.
1949-ben az akkori iparügyi miniszter rendelkezése szerint a tervezőrészleg beolvadt az Állami Ipari Tervező Irodába (XII. kerület, Csörsz utca). Néhány év múlva az intézet Kohóipari Tervező Iroda néven a Lónyai utcába költözött. Itt nevezték ki osztályvezetővé. 1951-ben a darurészleg Darutervező Iroda néven kivált és a Bécsi utcába helyezték. Itt a Különleges és Kohászati daruosztály vezetőjeként dolgozott. 1954-ben a KITI, GÉTI és DATI tervezőirodák KGMTI néven összevonva a Krisztina körút 55-ben folytatták munkájukat, ahol továbbra is a Különleges és Kohászati Daru osztályt vezette.
Az 1945-ben tervezett dunai, majd az 1946–1949 között tervezett folyami és tengeri úszódarukért 1953.március 15-én a Kossuth-díj ezüst fokozatát kapta. A tervezési munka háború utáni körülményeire jellemző, hogy hetente egyszer járt csak haza gyalogszerrel az újpesti hajógyár irodájából a hárosi hadihídon át Farkasrétre. Jóvátételként a Szovjetunió folyamatosan rendelt ezekből a darukból, a világban sokfelé felbukkantak.
Nyugdíjazása után a hetvenes évek végén műszaki tanácsadóként dolgozott néhány évig az Intranszmasnál. Szeretett túrázni, 1928 -ban tagja lett a Királyi Magyar Természettudományi Társulatnak. Minden tavasszal megmérte, mennyi idő alatt sikerül a Prédikálószékre feljutnia Dömösről. Korábban családjával vízitúrákat is tettek a Dunán, de túrázott a Tátrában és a Kárpátok keleti oldalán is. Még nyolcvanévesen is síelt.
Saját maga tartotta karban különleges háromkerekű járművét, a „Bőregeret”, amivel munkába is járt a Németvölgyi úton.
Statikai-technikai feladatok megoldásában évekig segített szobrászművész testvérének, Madarassy Walternak, valamint ötvös-szobrász unokaöccse, Madarassy István különleges munkáinak megvalósításában (bánhidai Turul-emlékmű restaurációs munkálatainak statikai- gépészeti tervezésében, kivitelezésében, a Pesti Vigadó csillárjainak  újraálmodásában, a Magyar Királyi Kúria épület Triga szoboregyüttesének restaurálásában stb.).
1931–ben nősült. A bártfai Hölzel családból választotta feleségét, Máriát, Hölzel Albin szobrászművész leányát, akitől két fia született, Lajos és Gábor.
Utolsó éveit feleségével és fiúunokájával élte Farkasréten. Nyolcvankilenc évesen hunyt el.